# Мурашки-листорізи

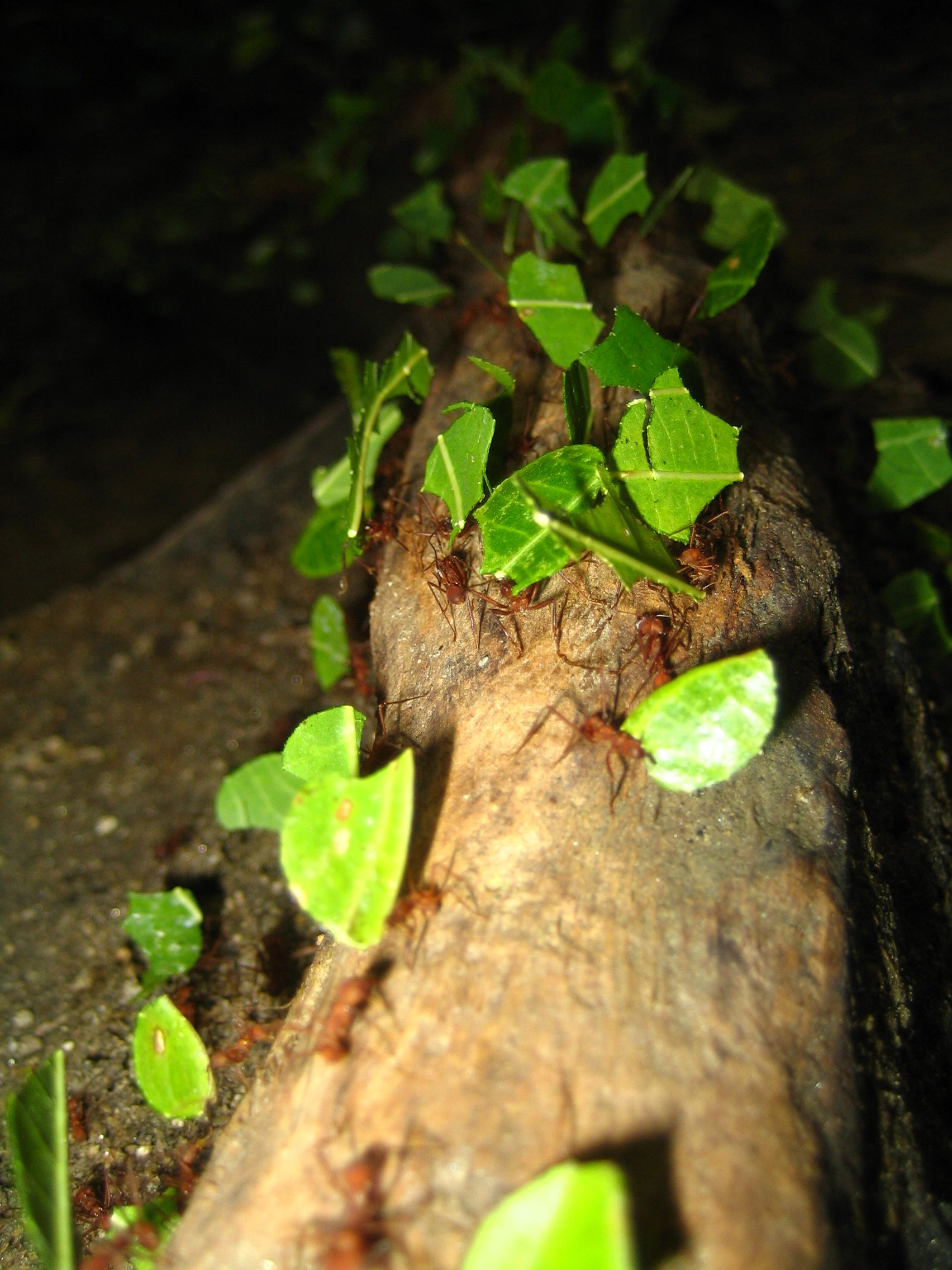
Листорізи за роботою

Колона листорізів пересувається поваленим деревом.

Мура́шки-листорі́зи чи зо́нтичні мура́шки — 39 видів мурашок, широко розповсюджених у тропічних регіонах Центральної та Південної Америки, які створили розвинену «сільськогосподарську» систему, що базується на вирощуванні для їжі певних видів грибів. Гриби вирощуються в підземних камерах мурашиного гнізда на компості з подрібненого й пережованого зеленого листя, яке мурашки постійно зрізають з рослин довкола гнізда. Колони цих мурашок, що складаються з сотень і тисяч особин, кожна з клаптиком листя у щелепах, добре помітні в тропічному лісі. 
Мурашки відрізають клаптики листя потужними щелепами й несуть їх до гнізда, яке може складатися з понад 1000 окремих камер і надавати притулок мільйонам особин. Глибоко під землею на нижніх рівнях гнізда знаходяться культиваційні камери, де вирощуються гриби. Принесене згори листя мурашки подрібнюють і пережовують в однорідну масу, яка потім використовується як ґрунт для росту грибів. Мурашки займаються активною культивацією своїх підземних «городів», своєчасно поновлюючи компост свіжозрізаним листям, видаляючи з нього шкідливі речовини та відходи та охороняючи гриби від шкідників та плісняви. В симбіозі мурашок та грибів бере участь і третя сторона — бактерії, що живуть всередині мурашок і виробляють амінокислоти і ферменти, якими мурашки збагачують грибний компост, сприяючи росту грибів. Також вони виробляють речовини, які придушують ріст грибів інших видів.

## Види
Налічується 39 видів листорізів, які об’єднуються в два роди: Atta (15 видів) і Acromirmex (24 види). Різні види мурашок культивують різні види грибів, але всі вони належать до родини Lepiotaceae і зустрічаються в природі тільки в гніздах листорізів. Мурашки харчуються як низками самої грибниці, так і особливими білковими виростами на ній — гондилідіями. Личинки мурашок повністю залежать від грибного харчування, дорослі особини можуть також харчуватися соком рослин.
Листорізи роду Atta засновують нові колонії наприкінці дощового сезону, коли самиці-королеви, кожна з маленьким клаптиком грибниці, вилітають з гнізд величезними хмарами. Механізм розповсюдження грибів у мурашок роду Acromirmex поки ще не з’ясований.
Усталена колонія листорізів може налічувати до 8 млн мурашок, більшість з яких — стерильні жіночі особини. Листорізи демонструють досить високий ступінь біологічного диморфізму: дорослі особини розподіляються по п’яти кастах, які відрізняються переважно розміром тіла і виконують різні обов’язки. Поліморфізм серед листорізів Atta помітніший — відношення між розмірами найбільших і найменших особин в них більше, ніж серед листорізів роду Acromirmex.
- Каста «городників» — найменші за розміром мурашки (з головою менше 1 мм завширшки), які в основному доглядають грибні «городи» і піклуються про личинок.
- Велика кількість представників трохи крупнішої касти (з головою 1,8–2,2 мм завширшки) — охоронці, вони присутні всередині і довкола колон фуражирів, які несуть в гніздо листя. Вони становлять перший рубіж оборони колони: безперестанно патрулюючи довколишню місцевість, вони атакують будь-якого ворога, що може загрожувати колоні.
- Третю касту становлять звичайні фуражири, які зрізують листя і несуть його до гнізда.
- Четверта, найбільша за розміром каста, виконує функції солдатів. Їх основна задача — захист гнізда від вторгнення, хоча існують свідоцтва того, що солдати також беруть участь і в інших видах активності, зокрема, розчищають від сміття та перешкод стежки, якими рухаються колони фуражирів, та переносять до гнізда особливо важки вантажі. Солдати виду Atta laevigata сягають 16 мм в довжину з головою 7 мм завширшки.
- П’яту касту складають королівські особини, самиці і самиці, здатні до розмноження.

Під час заготівлі листя фуражирам загрожують паразити — мухи роду Phoridae, що відкладають яйця в шпарини на голові мурашок. З метою запобігання цій загрозі на голові фуражирів часто сидить «городник» — представник найдрібнішої касти, який відганяє паразитів.
Гніздо розвиненої колонії листорізів Atta сягає в глибину до 6 м; центральна гніздова насип має до 30 м в поперечнику, численні вторинні насипи розміром до 30 см цяткують її околиці в радіуси 80 м. Колонія листорізів завдає великого впливу на довколишнє середовище. Проріджуючи рослинність, вони створюють умови для росту нових рослин; дбаючи про гриби, що ростуть на їх «городах», вони збагачують ґрунти. Під час будівництва гнізда, об’єм якого може сягати 23 м³, колонія листорізів Atta sexdens перекопує близько 40 тонн ґрунту, стимулюючи ріст коріння багатьох видів рослин.  У тропічних дощових лісах Нового Світу гнізда листорізів часто знаходяться довкола великих дерев, оточених прогалинами з дуже рідким підліском — ці прогалини створюються самими мурашками шляхом постійного многолітнього придушення росту підліску з метою полегшення пересування своїх фуражирів. Інші види Atta прокладають для фуражирів спеціальні стежки, що радіально розходяться від гнізда, і постійно видаляють з них гілки, пале листя і будь-які інші перешкоди, що заважають пересуванню навантажених фуражирів.

## Харчування
Листорізи — головні споживачі рослинності в тропічному регіоні Нового світу; за оцінками, листорізи Atta зрізають 12–17% всього листя, що виростає в дощовому лісі. Не відстають від них види, що спеціалізуються на трав’янистій рослинності — тільки один з них, Atta capiguara, за оцінками знижує продуктивність комерційних пасовищ Бразилії та Парагваю не менше ніж на 10%.
Незважаючи на свою прожерливість, листорізи дуже вибагливі щодо типу рослинності, листя якої вони збирають. Наприклад, при вивченні колонії Atta cephalotes в Коста-Риці було з’ясовано, що фуражири цієї колонії збирають листя лише 17 видів рослин з 332, які були присутні довкола гнізда, віддаючи перевагу деревним видам перед трав’янистими і інтродукованим видам перед місцевими. Серед найпривабливіших для мурашок рослин були представники родин складноцвітих, пасльонових і молочаєвих. Серед рослин одного виду мурашки віддавали перевагу листю, квітам і пагінцям, які тільки-но розпустилися. Різні види листорізів і навіть різні колонії одного виду віддають перевагу різним типам рослинності; деякі рослини приваблюють мурашок лише в певні сезони року. Деякі види рослин листорізі повністю ігнорують; як правило, їх листя містить хімічні сполуки групи терпеноїдів, що токсичні для грибів, які вирощують листорізи. Саме вивчення одного з видів рослин, що їх ігнорують листорізи — дерев роду Hymenea — призвело до відкриття фунгіцидних властивостей цих речовин. Багато з таких рослин використовуються місцевими індіанцями в традиційній медицині як лікарські чи антигрибкові засоби. 